# Asmahan

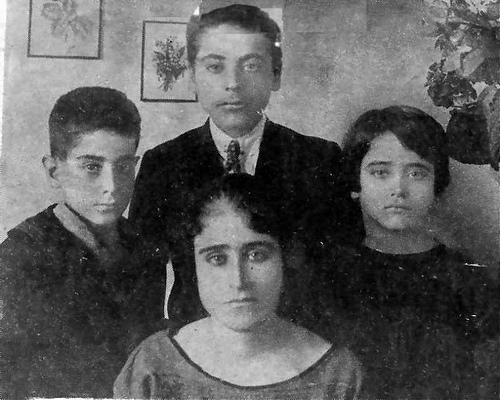
Asmahan (rechts) met haar moeder en broers Fuad (midden) en Farid (links).

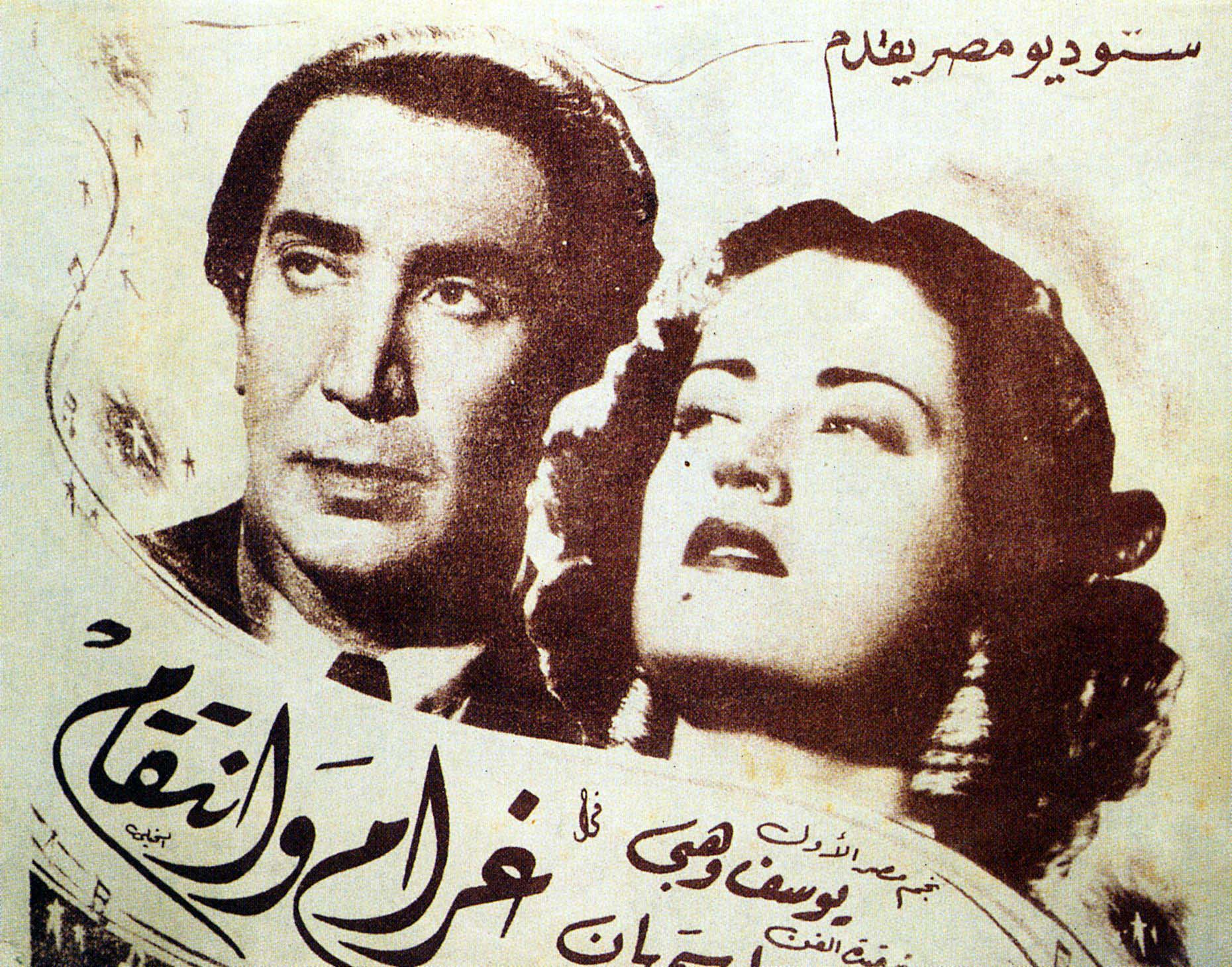
Poster van de Egyptische film Gharam wa intiqam, 1944.

Amal al-Atrash (Arabisch: آمال الأطرش) (geboren op zee, richting Beiroet, 25 november 1912 - El-Mansoera, 14 juli 1944), beter bekend onder haar artiestennaam Asmahan (أسمهان), was een Syrische zangeres die leefde en beroemd werd in Egypte. Haar vroege en mysterieuze dood schokte het publiek en was voer voor roddels over haar turbulente persoonlijke leven en vermeende spionagerol ten tijde van de Tweede Wereldoorlog.

## Biografie
Asmahan werd geboren in een Druzisch gezin. Haar moeder kwam uit de Libanese stad Hasbeya, haar vader uit de Syrische plaats As-Suwayda en behoorde toe tot de al-Atrash-clan, in Syrië bekend om zijn rol in de strijd tegen de Franse bezetting. Hij diende als gouverneur tijdens de laatste dagen van het Ottomaanse Rijk. Met zijn kinderen en zwangere vrouw vluchtte hij op 25 november 1912 per boot van İzmir naar Beiroet. Asmahan werd aan boord geboren en kreeg de naam Amal, wat in het Arabisch 'hoop' betekent. Ze werd ook wel Emily genoemd, maar gaf daar niet de voorkeur aan. Nadat de Fransen aan de macht kwamen, keerde het gezin terug naar Dzjebel ed-Droez.
Nadat hun huis daar in 1922 werd gebombardeerd, vluchtte Asmahans moeder met haar drie kinderen naar Damascus en weigerde terug te keren naar haar man. In Beiroet kreeg ze door dat de Fransen naar hen op zoek was, waarop het gezin via Haifa doorreisden naar Egypte, waar ze politiek asiel aanvroeg voor haar en haar kinderen. In 1926 werd het gezin genaturaliseerd tot Egyptisch staatsburger.
In Caïro woonde het gezin in een bescheiden appartement in een bescheiden buurt. Asmahans moeder waste en naaide om het gezin te onderhouden, en kon goed zingen en oed spelen. De kinderen gingen naar een Franse katholieke school. Het gezin ontving een maandelijkse toelage, waardoor het schoolgeld kon worden gedekt en ze een mooier appartement konden betrekken.

## Carrière
Al op jonge leeftijd erkende men Asmahans talent voor zingen. Toen haar broer Farid een van de beroemdste componisten van Egypte, Dawood Hosni, thuis uitnodigde stond Asmahan in haar slaapkamer te zingen. Hosni was onder de indruk en stelde haar de artiestennaam Asmahan voor. Ze was nog maar dertien jaar toen ze aan het grote publiek werd voorgesteld tijdens een concert in het prestigieuze Cairo Opera House. Op haar veertiende werd Asmahan door een Egyptische platenmaatschappij uitgenodigd om haar eerste album te maken.
Asmahan zong voornamelijk in het klassiek en een meer informele vorm van het Arabisch. Op verzoek zong ze over Egypte, cultureel patriottisme en de liefde. Aangezien artiesten en studio's afhankelijk waren van de elite, moest Asmahan liedjes zingen over opbeurende nationalistische thema's of ter ere van de Egyptische koninklijke familie.
Haar broers wilden echter dat ze zou trouwen en naar Syrië zou terugkeren. Haar neef, Hassan al-Atrash, reisde in 1933 af naar Egypte om haar ten huwelijk te vragen. Ze stemde in op drie voorwaarden: dat het stel in Damascus zou gaan wonen en dus niet bij de Druzen, dat ze de winters in Caïro zouden doorbrengen en dat ze geen hidjab hoefde te dragen. Ze trouwden en Asmahan keerde voor vier jaar terug naar Syrië, waardoor ze haar muzikale carrière onderbrak. Het lukte haar niet om te aarden in Syrië, scheidde van Hassan en keerde terug naar Caïro om haar carrière te hervatten, waarbij ze een kortstondig huwelijk met de Egyptische regisseur Ahmed Badrakhan aanging.
Haar broer Fuad en andere familieleden beschouwden een carrière in de amusementssector voor een meisje als schandelijk. Voor hen was het moeilijk te zien hoe Asmahan integreerde en het heterogene Egyptische sociale leven accepteerde. Toen ze in 1941 hertrouwde met haar neef Hassan kwam haar muzikale carrière tot stilstand. Toen het huwelijk vrij snel opnieuw op de knippen liep en Asmahan zelfs tot twee keer toe een zelfmoordpoging deed, keerde ze terug naar Egypte nog voordat ze officieel was gescheiden. Door de Druzen in Syrië werd ze inmiddels gezien als buitenstaander.

## De laatste jaren
Na haar terugkeer speelde ze in een aantal films, maar het einde van haar carrière was genaderd en Asmahan kon zichzelf niet gemakkelijk meer onderhouden. Op verzoek van de Britten en Fransen keerde ze terug naar Syrië om daar de Druzen te overtuigen zich niet langer te verzetten. Mogelijk kreeg ze hiervoor betaald. Ook probeerde ze contact te leggen met de nazi's in Turkije, maar werd tegengehouden aan de grens en naar Libanon gestuurd. De Britten in Damascus verklaarden later Asmahan te hebben betaald voor haar diensten aan de geallieerden.
Op 14 juli 1944 crashte de auto waarin Asmahan zat en belandde in een kanaal. De bestuurder zou de macht over het stuur hebben verloren. De auto was echter een tweedeursmodel; Asmahan zat op de achterbank en verdronk terwijl de chauffeur wist te ontkomen. Deze omstandigheden gaven aanleiding tot veel vermoedens, geruchten en complottheorieën. Zo werd de Britse inlichtingendienst, nadat er vele rapporten circuleerden waarin beweerd werd dat ze voor hen had gewerkt, ervan beschuldigd dat ze van haar af wilden nadat ze had geprobeerd Duitse agenten te ontmoeten. Tegelijkertijd werd ook de Gestapo ervan beschuldigd haar te hebben vermoord voor de hulp die ze de Britten had gegeven.
In overeenstemming met haar wensen werd Asmahan in Egypte begraven.